# Phaulothamnus
Phaulothamnus é um género botânico pertencente à família Achatocarpaceae.
1. ↑  «Phaulothamnus — World Flora Online». www.worldfloraonline.org. Consultado em 19 de agosto de 2020